# Merinka
Merinka (lat. Moehringia), rod jednogodišnjeg raslinja i trajnica iz porodice Caryophyllaceae. Priznato je tridesetak vrsta raširenih po umjerenim područjima Euroazije i Sjeverne Amerike te na sjeverozapadu Afrike. I u Hrvatskoj raste nekoliko vrsta, to su: trepavičava merinka (M. ciliata),  mahovinasta merinka (M. muscosa), Tommasinijeva merinka (M. tommasinii),  trožilna merinka (M. trinervia) i  M. bavarica

## Vrste
1. Moehringia argenteria Casazza & Minuto
2. Moehringia bavarica (L.) Gren.
3. Moehringia castellana (J.M.Monts.) Rivas Mart., Cantó & J.M.Pizarro
4. Moehringia ciliata (Scop.) Dalla Torre
5. Moehringia concarenae F.Fen. & F.Martini
6. Moehringia × coronensis Behr
7. Moehringia dielsiana Mattf.
8. Moehringia diversifolia Dolliner ex W.D.J.Koch
9. Moehringia glaucovirens Bertol.
10. Moehringia grisebachii Janka
11. Moehringia × hybrida A.Kern. ex Mazzetti
12. Moehringia hypanica Grin & Klokov
13. Moehringia insubrica Degen
14. Moehringia intermedia (Loisel.) Panizzi
15. Moehringia jankae Griseb. ex Janka
16. Moehringia lateriflora (L.) Fenzl
17. Moehringia lebrunii Merxm.
18. Moehringia macrophylla (Hook.) Fenzl
19. Moehringia markgrafii Merxm. & Gutermann
20. Moehringia minutiflora Bornm.
21. Moehringia muscosa L.
22. Moehringia papulosa Bertol.
23. Moehringia pendula (Waldst. & Kit.) Fenzl
24. Moehringia pentandra J.Gay
25. Moehringia pichleri Huter
26. Moehringia sedoides (Pers.) Cumino ex Loisel.
27. Moehringia stellarioides Coss.
28. Moehringia tommasinii Marches.
29. Moehringia trinervia (L.) Clairv.
30. Moehringia umbrosa (Bunge) Fenzl
31. Moehringia villosa (Wulfen) Fenzl